# Oẳn tù tì
Oẳn tù tì, còn gọi là uyn đơ toa, xì mi cô, uyn đô xì, uyn, kéo búa bao, bao tiếng xùm, đấm lá kéo, sinh sằm bô hay sinh sầm ba, oẳn tù xì, sinh sầm (tiếng Anh: Rock paper scissors) là một trò chơi bằng tay mang tính đối nghịch giữa hai hoặc nhiều người chơi cùng lúc khi ra một trong ba hình dạng của bàn tay.

## Cách thể hiện
Các kiểu đó là "kéo" (ngón trỏ và ngón giữa tạo thành hình chữ V), "búa" (cả bàn tay nắm chặt lại) và "bao" (nguyên bàn tay xòe ra).

## Luật chơi

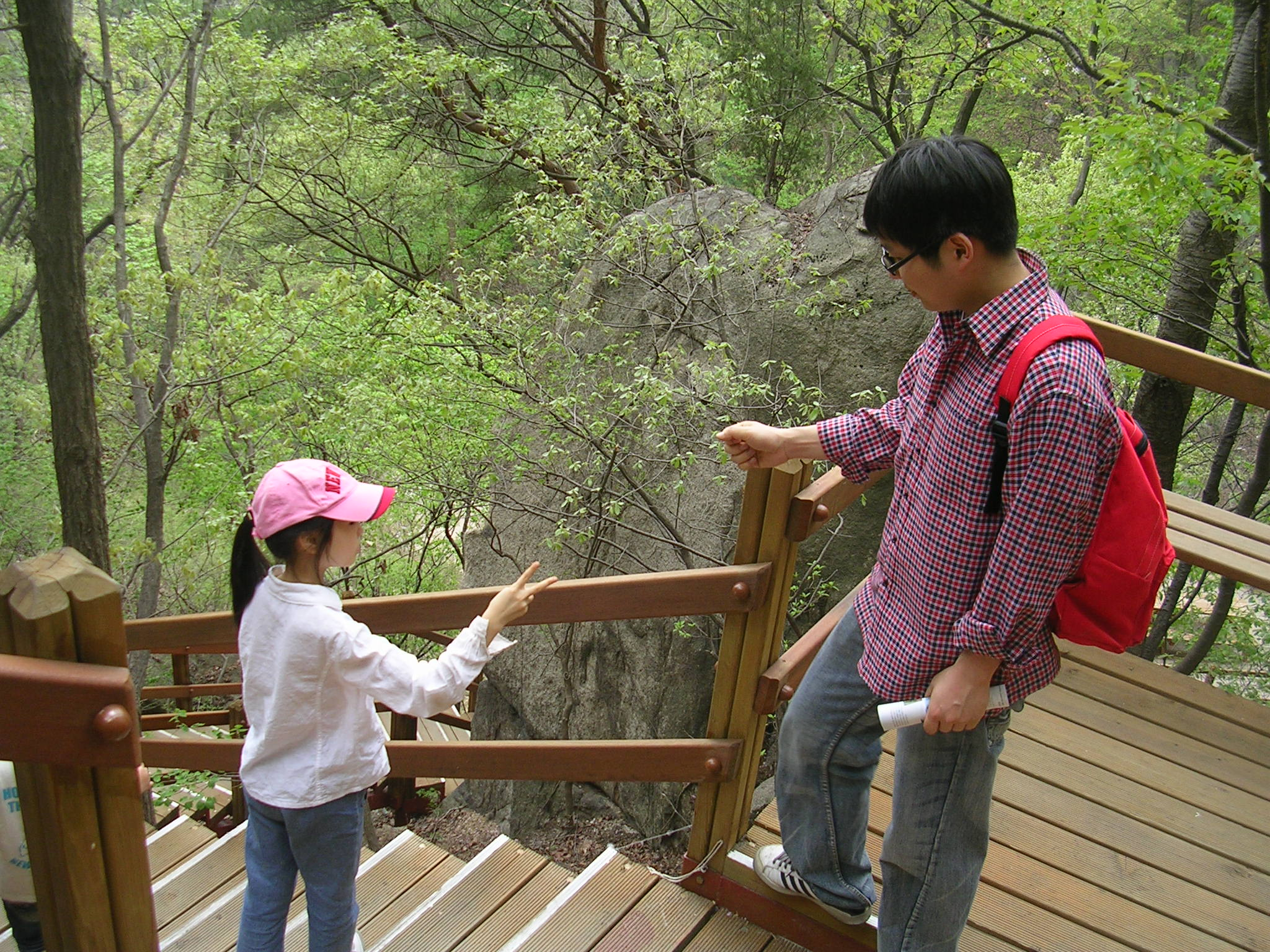
2 người chơi ra dấu hiệu búa và kéo

Trò chơi chỉ có ba kết quả duy nhất mang tính công bằng: nếu người này ra cây kéo thì sẽ thắng người ra cái bao (kéo cắt bao), đối phương ra cây búa thì người chơi thua (búa đập được cây kéo) và búa sẽ thua bao (búa bị bao vây chặt). Trong trường hợp các người chơi ra giống nhau thì sẽ hòa.
| Luật chơi* | Kéo   | Búa   | Bao   |
| ---------- | ----- | ----- | ----- |
| Kéo        | Hòa   | Thua  | Thắng |
| Búa        | Thắng | Hòa   | Thua  |
| Bao        | Thua  | Thắng | Hòa   |

* Với kết quả của ô là kết hợp của cột và hàng giao nhau, so sánh hàng với cột.
* tương đương với Búa, tương đương với Bao, giữ nguyên